# Nick Cave
Nicholas Edward »Nick« Cave, avstralski glasbenik, pisec besedil, pisatelj, scenarist in občasni filmski igralec, * 22. september 1957, Warracknabeal, Viktorija, Avstralija.
Svet ga najbolj pozna kot frontmana priznane skupine Nick Cave and the Bad Seeds, ki je bila ustanovljena leta 1983. Skupina je znana po svojih različnih vplivih in glasbenih slogih. V začetku 80. let je bil frontman skupine The Birthday Party, ki je slovela po svojih temačnih, izzivalnih besedilih in grobih zvokih, ki so jih navdahnili free jazz, blues in post-punk. Leta 2006 je Cave ustanovil garažni rock skupino Grinderman, ki je naslednjega leta izdala svoj prvenec. Lastnosti glasbe Nicka Cavea so čustvena globina, raznolikost vplivov in lirična obsedenost z »religijo, smrtjo, ljubeznijo, Ameriko in nasiljem.«
Ttrenutno domuje v kraju Brighton and Hove v Angliji.

## Mladost in izobrazba
Nick Cave se je rodil v mestecu Warracknabeal v zvezni državi Viktorija (Avstralija) materi Dawn in očetu Colinu Caveu. Ima dva brata, Tima (1952) in Petra (1954), ter sestro Julie (1959). Kot otrok je najprej živel v Warracknabealu, nato pa v Wangaratti na podeželju Viktorije. Njegov oče je bil učitelj angleščine, upravnik in ljubitelj literature, mati pa knjižničarka. Njegov dedek, Frank J. Cave, je bil pomemben radijski urednik in producent dokumentarnih filmov.
Cave je bil vzgajan v anglikanskem duhu in je tudi pel v deškem cerkvenem zboru v katedrali Wanganatta. Kmalu je zasovražil zadržanost malomeščanske Avstralije. Mnogokrat se je znašel v konfliktu s šolsko avtoriteto, zato sta ga starša leta 1970 poslala v internat klasične gimnazije Caulfield v Melbournu. Cave se je pridružil šolskemu zboru pod vodstvom zborovodje Normana Kaya. Doma je imel klavir, kar mu je kasneje zelo koristilo. Naslednjega leta je postal »dnevni fant«, ko se je z družino preselil v Murrumbeeno, predmestje Melbourna. Ko mu je bilo 19 let, je njegov oče umrl v prometni nesreči.
Po srednji šoli (1976) je Cave študiral slikarstvo na Tehnološkem inštitutu Caulfield (ki se zdaj imenuje Univerza Monash, Caulfield Campus), a je prenehal že naslednje leto, da bi se posvetil glasbi. V tem času je začel jemati heroin. 28. marca 2008 je na tej univerzi prejel častni naziv doktorja prava.

## Glasbena kariera

### Zgodnja leta in The Birthday Party (1973–1984)
Leta 1973 je Cave s sošolci na klasični gimnaziji Caulfield Mickom Harveyjem (kitara), Tracyjem Pewom (bas kitara) in Phillom Calvertom (bobni) ustanovil skupino, kjer je deloval kot pevec. Njihov repertoar je obsegal proto-punk verzije pesmi glasbenikov in skupin, kot so: Lou Reed, David Bowie, Alice Cooper, Roxy Music in Alex Harvey. Leta 1977 so po končani šoli izbrali ime The Boys Next Door in začeli igrati večinoma izvirne skladbe. Kitarist in pisec besedil Rowland S. Howard se je skupini pridružil leta 1978. Od leta 1977 do razpada skupine leta 1984 (v tistem času so že ustvarjali pod imenom The Birthday Party) se je skupina preizkusila v različnih glasbenih slogih. V poznih 1970. letih so bili del melbournske post-punk glasbene scene. Preden so postali Birthday Party in se preselili v London ter kasneje Zahodni Berlin, so v Avstraliji odigrali mnogo koncertov v živo. Dekle in muza Nicka Cavea, Avstralka Anita Lane, je skupaj s skupino odšla v London.
Birthday Party so kmali postali razvpiti zaradi svojih provokativnih koncertov, na katerih je Cave brcal občinstvo, vreščal, tulil in se metal po odru ob spremljavi bobneče rock glasbe ter hreščanja kitar. Leta 1984, ko je skupina imela že kultni status ter spremljevalce tako v Avstraliji kot v Evropi, so The Birthday Party razpadli. Howard in Cave zaradi nestrinjanj nista več mogla sodelovati, poleg tega pa sta bila zelo izčrpana zaradi alkohola in drog.

### Trenutna glasbena kariera z The Bad Seeds (od leta 1983)
Skupina je s Caveom kot frontmanom in voditeljem izdala šestnajst studijskih albumov. Njihov zadnji album Skeleton Tree je izšel leta 2016, katerega nastanek je zaznamovala osebna tragedija Cavea, ko se je leta 2015 smrtno ponesrečil njegov 15-letni sin Arthur.

### Samostojna kariera in Grinderman
Poleg tega, da je koncertiral z Nick Cave and the Bad Seeds, je Cave od 90. let nastopal na 'solo' turnejah, kjer je sam pel in igral klavir, Warren Ellis violino ter harmoniko, spremljali pa so ju različni glasbeniki na bas kitari in bobnih. Trenutni spremljevalni trio so glasbeniki iz The Bad Seeds Martyn P. Casey, Jim Sclavunos in Warren Ellis (ki se jih je prijel vzdevek Mini-Seeds). Leta 2006 je ta razporeditev skupaj s Caveom na električni kitari nadaljevala samostojne turneje, kjer so preigravali glasbo Bad Seeds.
Marca 2007 je izšel album z novimi skladbami Caveovega »solo« kvarteta, ki se zdaj imenuje Grinderman.

## Literarna kariera
Cave je leta 1988 izdal svojo prvo knjigo, King Ink. King Ink je zbirka pesmi in iger, pri nastanku le-teh pa je Caveu pomagala tudi ameriška pevka, pesnica, pisateljica in igralka Lydia Lunch. Leta 1997 je izdal nadaljevanje, King Ink II, ki vsebuje pesmi, besedila in prepis radijske razprave na BBCju julija leta 1996, »The Flesh Made Word«, kjer se je pogovarjal o svojem odnosu do krščanstva.
Med časom, ki ga je preživel v Zahodnem Berlinu, je Cave začel pisati in to se je kasneje razvilo v njegov prvi roman, Ko je oslica zagledala angela (And the Ass Saw the Angel) (1989, slovenski prevod 2011 – prevedel Andrej Pleterski). Opazna je povezava med temami v knjigi in pesmimi, ki jih je Cave napisal v zadnjih letih skupine Birthday Party ter zgodnjih letih svoje samostojne kariere. Posebej pesem »Swampland« z albuma Mutiny uporablja enake jezikoslovne prvine (npr. 'mah' za 'my' (moj)) in nekatere teme (pripovedovalca preganjajo spomini na dekle Lucy, lovijo ga kot žival, približuje se smrti).
Caveov drugi roman, Smrt Zajčija Munra (The Death of Bunny Munro), je izšel 8. septembra 2009 pri založbi Harper Collins Books, v slovenskem prevodu Andreja Pleterskega pa leta 2011 pri Založbi Modrijan. Roman pripoveduje zgodbo o trgovskem potniku, obsedenemu s spolnostjo. Knjiga je bila izvorno scenarij, ki ga je Nick Cave pisal za avstralskega režiserja Johna Hillcoata.

## Igranje in pisanje scenarijev
Cave se občasno pojavlja tudi v filmih, najopazneje v Ghosts … of the Civil Dead iz leta 1989, ki ga je napisal in zrežiral John Hillcoat. V filmu Johnny Suede (1991) je bil njegov soigralec Brad Pitt. Pojavil se je tudi v priredbi romana pisatelja Rona Hansena, Jesse James in strahopetni Robert Ford (The Assassination of Jesse James by the Coward Robert Ford), kjer odpoje pesem o Jesseju Jamesu. Glasbo za film sta napisala Cave in Warren Ellis.
Cave je napisal tudi scenarij za film Ponudba (The Proposition), ki se odvija v divjini kolonialne Avtralije. Režiral ga je John Hillcoat, posnet pa je bil v avstralski zvezni državi Queensland leta 2004. Premiera je bila oktobra leta 2005. Glasbo za film sta napisala Cave in Warren Ellis.
Cave je posodil svoj glas pripovedovalcu v animiranem filmu The Cat Piano. Dokončal je tudi scenarij za nov film, naslovljen The Death of a Ladies Man.

## Diskografija
Nick Cave and the Bad Seeds
- From Her to Eternity (1984)
- The Firstborn Is Dead (1985)
- Kicking Against the Pricks (1986)
- Your Funeral… My Trial (1986)
- Tender Prey (1988)
- The Good Son (1990)
- Henry’s Dream (1992)
- Let Love In (1994)
- Murder Ballads (1996)
- The Boatman’s Call (1997)
- No More Shall We Part (2001)
- Nocturama (2003)
- Abattoir Blues/The Lyre of Orpheus (2CD) (2004)
- Dig, Lazarus, Dig! (2008)
- Push the Sky Away (2013)
- Skeleton Tree (2016)
- Ghosteen (2019)
- Wild God (2024)

Grinderman
- Grinderman (2007)
- Grinderman 2 (2010)